# Nescambiouit
Nescambiouit ou Escumbuit ou encore Naskâmbiouit, né vers 1660 et mort en 1727, est un chef amérindien de la nation des Abénaquis. Il fut un allié fidèle des Français lors de la première guerre intercoloniale en Amérique pendant la Guerre de la Ligue d'Augsbourg en Europe. il fut reçu en audience par le roi de France Louis XIV et fut surnommé "Le prince des Abénakis"

## Biographie

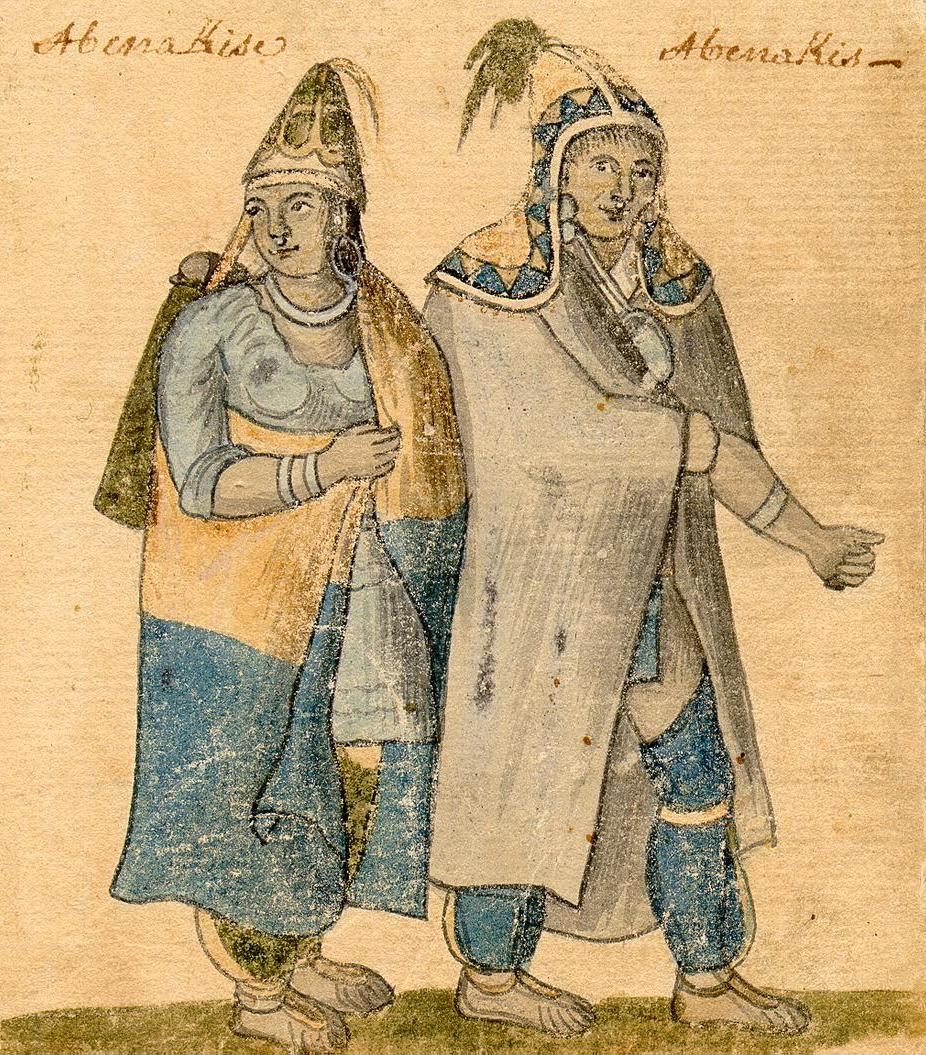
Amérindiens Abénakis au XVIIIe siècle.

Nescambiouit était le chef de la nation Abénaquis. Son nom « Naskâmbiouit » veut dire « celui qui est si important et si haut placé par son mérite qu’on ne peut atteindre, par la pensée même, à sa grandeur ».
En 1693, l'officier Jacques Testard de Montigny qui a rejoint le tout nouveau Fort Nashwaak construit en Acadie par le gouverneur de l'Acadie Joseph Robineau de Villebon, commande avec l'aide de Nescambiouit, les amérindiens des tribus Abénaquis et Micmacs dans les raids contre les troupes anglaises, notamment lors de la victoire française de la bataille de la baie de Fundy.
En 1696, il participe avec ses guerriers à la capture de Fort Pemaquid. La même année il participe avec ses alliés Micmacs à la campagne de la péninsule d'Avalon qui consista à l'attaque de postes anglais situés dans la péninsule d'Avalon à Terre-Neuve.
En 1704 et 1705, il participe activement aux attaques incessantes contre les comptoirs de pêche britanniques de Terre-Neuve. Il amena des guerriers Abénaquis à Terre-Neuve, sous la direction de Daniel d'Auger de Subercase. Ils ont à nouveau détruit un certain nombre de colonies anglaises, mais n'ont pas pu capturer Saint-Jean de Terre-Neuve (St John's), la capitale la colonie anglaise de Terre-Neuve.
À l'automne 1705, Jacques Testard de Montigny et son allié, le chef Nescambiouit, se rendent en France et sont présentés au roi Louis XIV. Il est choyé et comblé de présents par le roi Soleil à qui il offre « un canoé en écorce destiné au canal de Versailles pour servir au Roy à aller à la pesche ». On lui donna le nom de "Prince des Abénaquis" car « effectivement il avoit la mine et la bravoure d’un grand homme ». Il est de retour l'année suivante en Nouvelle-France.
En 1708, il participe, sous le commandement de Jean-Baptiste de Saint-Ours Deschaillons, à l'attaque victorieuse d'une colonie anglaise située le long du fleuve Merrimack.
Dans une lettre datée du 23 mai 1710, le ministre Jérôme Phélypeaux de Pontchartrain écrit au gouverneur de la Nouvelle-France, Philippe de Rigaud de Vaudreuil : « Je serais bien aise d’être informé qu’est devenu le chef des Sauvages abénaquis que le Sr de Montigny amena en France il y a cinq ans, s’il est toujours bien intentionné et dans nos intérêts. Il y fut assez bien traité pour croire qu’il n’aura pas changé. Je vous prie de m’en donner des nouvelles ».
En 1716, Nescambiouit alla vivre chez les membres de la tribu des Renards à l’ouest du lac Michigan. 
En 1721, il rendit visite à son ami, compagnon d'armes et voisin, Jacques Testard de Montigny, en poste à la baie des Puants à l'ouest du lac Michigan. 
En 1723, les Renards prirent leurs distances avec les Français et tentèrent de coaliser les Outaouais avec eux. Nescambiouit fut convoqué par le gouverneur Philippe de Rigaud de Vaudreuil afin de connaître sa position face aux évènements. Nescambiouit rassura le gouverneur et quitta la tribu des Renards pour retrouver son peuple Abénaquis. Il fut accueilli par le père Joseph Aubery dans la mission de la rivière Saint-François à Odanak. Il y meurt en 1727.